# Црау
Црау (осет. Црау) — село в Алагирском районе Республики Северная Осетия-Алания. Административный центр Црауского сельского поселения.

## Географическое положение
Селение расположено в северо-западной части Алагирского района, по обоим берегам реки Цраудон. Находится у западной окраины районного центра Алагир, в 42 км к западу от Владикавказа. Средние высоты на территории села составляют 581 метр над уровнем моря.

## История
Селение было основано в октябре 1911 года. В новое селение в основном переселялись из сёл Верхний Унал, Верхний Згид, Старого Мизура и Тамиска. До переселения сюда горцев, на месте села были раскинуты дикие грушёвые сады.
Вдоль «Грушевой полосы» получили участки — Есеновы, Бицоевы, Дзебоев Боцка, Вазиев Гаппо, Мсоевы и другие. Но земли, которые обрабатывались принадлежали богатым грузинам, которые жили в Алагире. В Црау они приезжали наведывать обрабатываемые земли, а свои участки они отдавали в аренду временщикам. В Алагире грузины имели крупные дома и магазины. И в Црауе имели свои каменные двухэтажные дома. После Октябрьской революции, Советская власть отдала их земли беднякам.
После временщиков, в Црау стали переселяться: из села Биз — Дудиевы, Бутаевы, Касабиевы, Созиевы, Черчесовы, а также Хестановы из Горного Карца.
В 1957 году на правом берегу реки Цраудон образовалось еще одно поселение и село расширилось.
Великая Отечественная война
Во времена Второй мировой войны, село Црау и город Алагир были оккупированы, в оккупированном Алагире орудовал карательный отряд, гестапо и полиция.
Местные партизаны участвовали в боях с фашистами, проникали в их тыл, устраивали диверсии, собирали разведданные. На рассвете 15 ноября 1942 года партизаны Алагирского отряда совместно с бойцами 351-й стрелковой дивизии атаковали немецкий гарнизон в селении Црау. А 1 декабря совместная группа партизан Алагира и Дарг-Коха вступила в ожесточенный бой с немецкой ротой. Бой длился два часа и закончился разгромом гитлеровцев. А 24 декабря Алагир и Црау были освобождены. Первым в город Алагир ворвался 159-й стрелковый полк майора Реваза Габараева.

## Население
| 2002  | 2010  | 2011  | 2012  | 2013  | 2014  | 2015  |
| ----- | ----- | ----- | ----- | ----- | ----- | ----- |
| 2033  | ↗2265 | ↘2264 | ↘2242 | ↘2233 | ↘2221 | ↘2205 |
| 2016  | 2017  | 2018  | 2019  | 2020  | 2021  | 2023  |
| ↘2190 | ↘2179 | ↘2174 | ↘2157 | ↘2148 | ↗2212 | ↗2221 |
| 2024  | 2025  |       |       |       |       |       |
| ↘2217 | ↘2203 |       |       |       |       |       |

Национальный состав
По данным Всероссийской переписи населения 2010 года:
| № | Национальность      | Численность, чел. | Доля   |
| - | ------------------- | ----------------- | ------ |
| 1 | осетины             | 2 204             | 97,3 % |
| 2 | русские             | 22                | 1,0 %  |
| 3 | другие / не указано | 39                | 1,7 %  |

## Инфраструктура
- Администрация местного самоуправления
- Средняя общеобразовательная школа[30]
- Детский сад
- Дом культуры
- Библиотека
- Врачебный участок.

## Местное самоуправление
Глава сельского поселения — Бутаев Тамерлан Таймуразович.
Депутаты Црауского сельского поселения на 2012 - 2017 гг.
- 1 округ — Газзаев Маирбек Петрович,
- 2 округ — Болотаев Алексей Михайлович,
- 3 округ — Бекузаров Игорь Борисович,
- 4 округ — Дудиев  Алан Хаджумарович,
- 5 округ — Бутаев Тамерлан Таймуразович,
- 6 округ — Дзанагов Ацамаз Александрович,
- 7 округ — Касабиев Артур Сергеевич,
- 8 округ — Касабиева Зарема Измаиловна,
- 9 округ — Бекузаров Казбек Хаджумарович,
- 10 округ — Черчесов Дзамболат Николаевич.

## Памятники
- Памятник односельчанам погибшим в годы Великой Отечественной войны.

## Происшествия
Эхо войны
4 мая 2017 года в 12.05 на окраине села Црау при проведении земляных работ был обнаружен взрывоопасный предмет — предположительно авиабомба ФАБ-50 времён Великой Отечественной войны.
Специалистами Управления гражданской защиты Главного управления по направлена заявка в Южный региональный центр МЧС России на направление в республику пиротехнического расчета 495-го спасательного центра для разминирования авиабомбы.
Последствия паводок
20 июня 2017 года, паводки на реке Цраудон практически полностью разрушили мост на въезде в селение. Жители по сути оказались отрезанными от Алагирского района, поскольку это был единственный автомобильный мост через реку. По словам очевидцев, вода затекала в подвалы домов, расположенных на близкой к реке улице.
В 2009 году сильнейшие паводки уже разрушали Црауский мост. Тогда же был построен новый. А осенью прошлого года на русле реки были проведены берегоукрепительные работы.

## Религия
Сельчане в основном исповедуют православие, со смесью осетинских традиционных верований.
На нынешнем этапе народная религия осетин имеет вид сложной системы и культов, основанной на древней осетинской мифологии. В народном календаре осетин имеются праздники, отмечаемые в честь Бога и большинства святых, которые сопровождаются молитвенными пиршествами (осет. куывд) и жертвоприношениями, зачастую проводящимися у посвящённых им святилищ (осет. дзуар). Святилищами могут быть как определенные культовые сооружения, так и священные рощи, горы, пещеры, кучи камней, развалины древних часовен и церквей. Некоторые из них почитаются в отдельных ущельях или населённых пунктах.
На территории села расположено святилище «Хуыцауы дзуар».

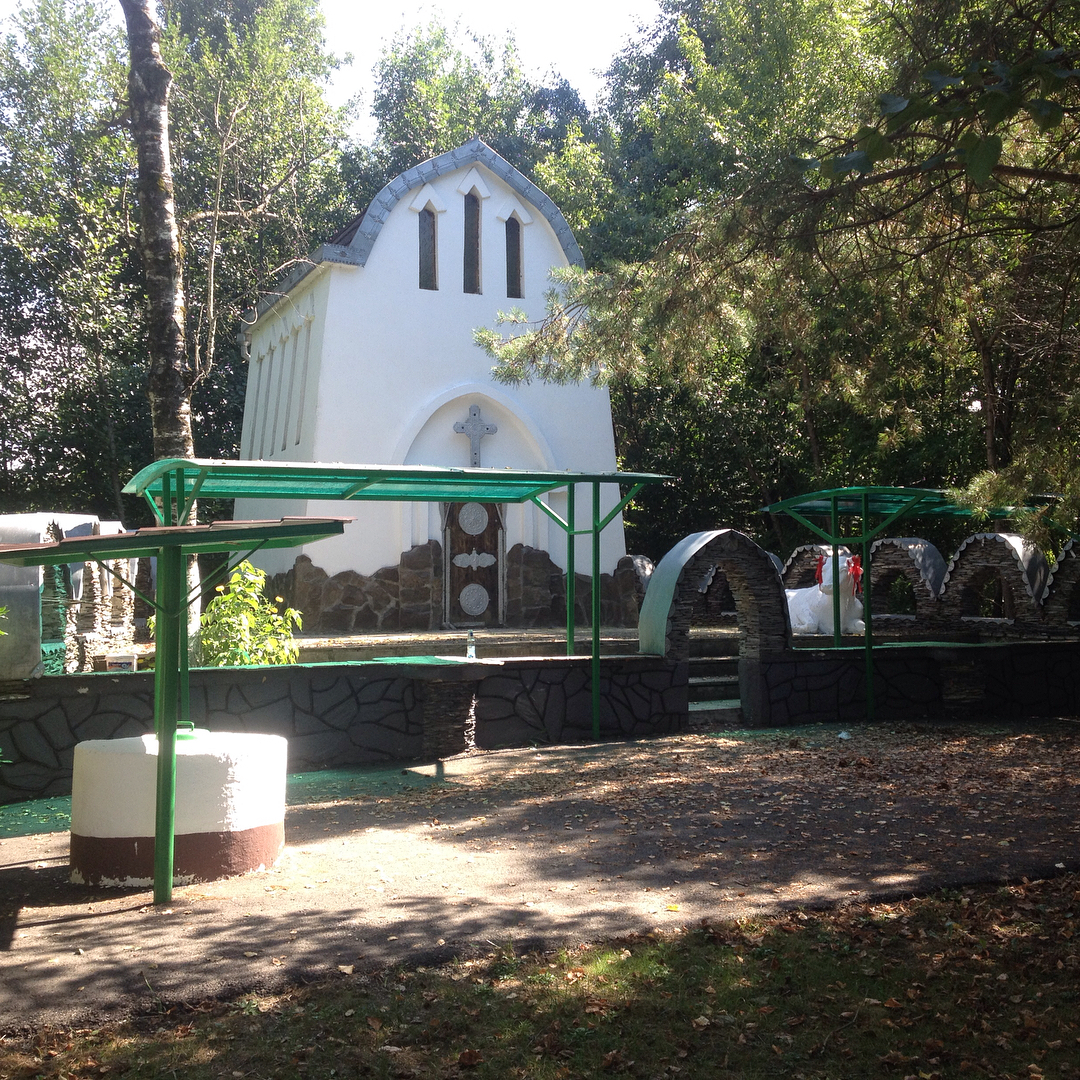
«Хуыцауы дзуар» после реставрации
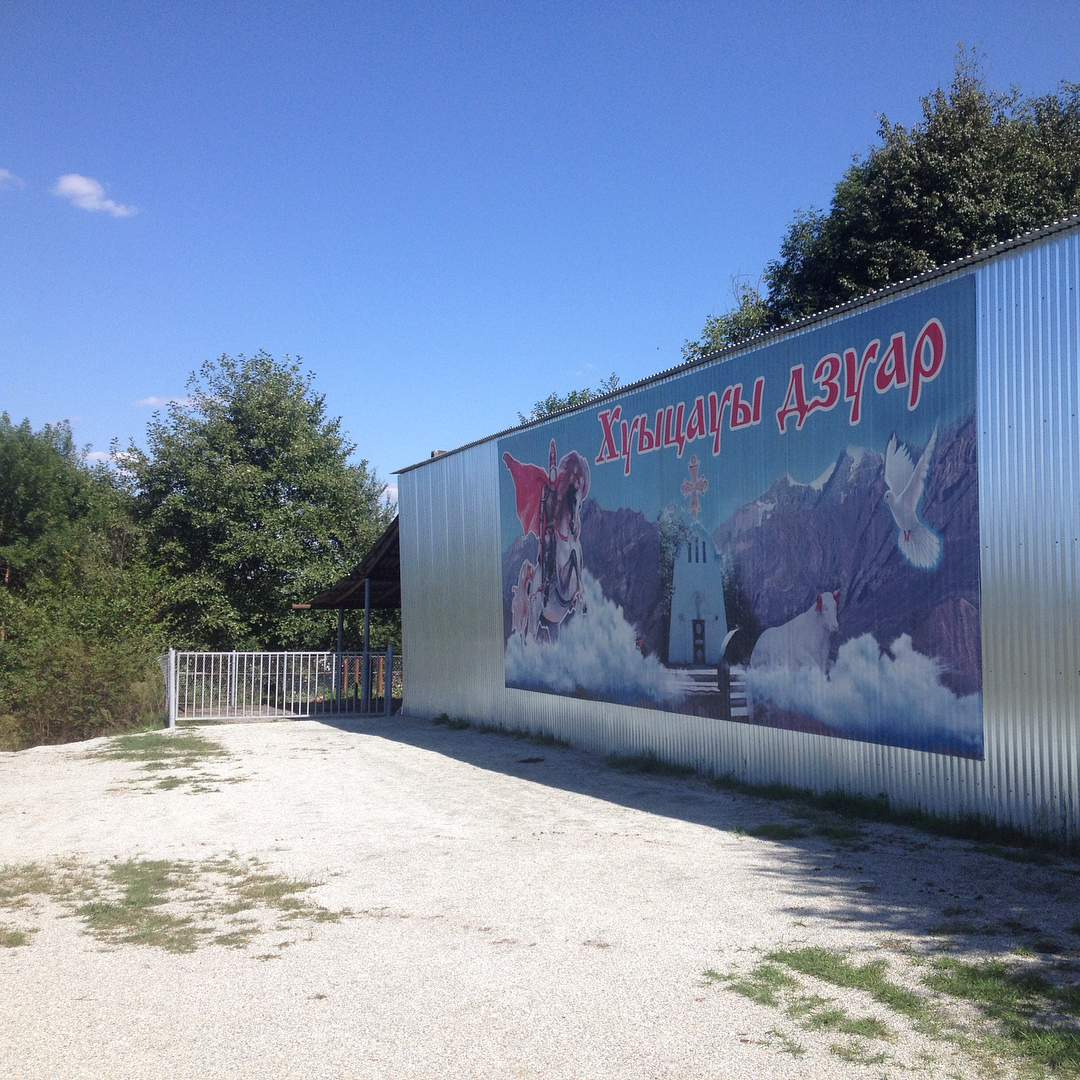
«Хуыцауы дзуар» вид со стороны входа
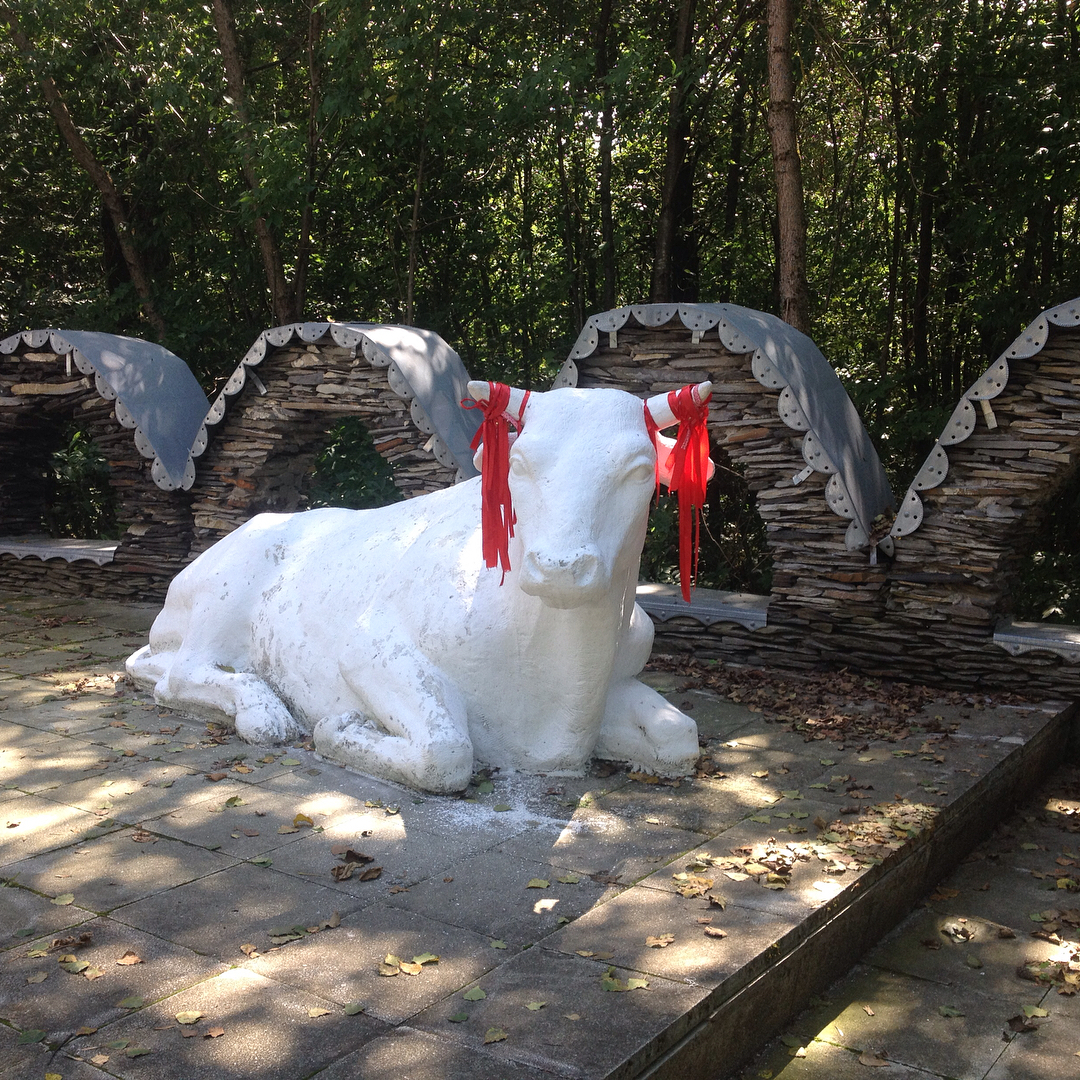
Бык возле святилища

## Улицы
- улица Кирова
- улица Коминтерна
- улица Комсомольская
- улица Ленина
- улица Мира
- улица Рафика Газзаева.